# Thác Chiềng Khoa
Thác Chiềng Khoa, còn gọi là thác Nàng Tiên, thác Mây, là thác trên suối Tân tại vùng đất xã Chiềng Khoa, huyện Vân Hồ tỉnh Sơn La, Việt Nam.

## Vị trí
Thác Chiềng Khoa ở cách thị trấn Vân Hồ cỡ 10 km hướng đông bắc. Tuy nhiên đường đến thác thuận lợi là từ thị trấn Mộc Châu đi hướng đông bắc theo quốc lộ 43 tới ngã ba Tin Tốc thì rẽ sang Đường tỉnh 101 để đến trung tâm hành chính xã Chiềng Khoa. Từ đây đi 4 km hướng đông thì đến thác.
Thác mới được khai thác du lịch nên vẫn giữ được vẻ đẹp hoang sơ vốn có ban đầu. Thác được ví von như một ốc đảo xanh mát khi sở hữu cảnh sắc thiên nhiên vùng núi đặc trưng với làn nước xanh như ngọc.
Tên của thác gắn liền với truyền thuyết đến từ lễ hội hoa Ban của Mường Khoa. Khi phát hiện thấy thác nước này đẹp như một dải mây trắng vắt từ trên đỉnh núi xuống tận thung sâu, nên gọi là thác Mây.